# レイジースーザン
株式会社レイジースーザン（英: LAZY SUSAN CO.,LTD.）は、東京都千代田区に本社を置く、主に小売業などを展開する企業。基幹ショップブランドである「レイジースーザン」の全国展開を柱に、「GIFT＝贈る心」を具現化するためのショップを展開。バッグ、アクセサリー、ファッション小物、パーソナル小物、インテリアグッズ、ギフトなど、オリジナルデザインのほかインポート商品などを販売している。

## 概況
トレーディングスタンプ事業を行なうグリーンスタンプ株式会社のレイジースーザン事業部として、1981年12月、東京都青山に日本初の「パーティ＆ギフト」を提案するセレクトショップとして創業。当時は珍しかった、輸入品のステーショナリーやテーブルウエア、ラッピングペーパー、パーティグッズなどで構成され、クリスマスやハロウィンといったシーズンイベントなど、さまざまなパーティシーンやギフトの習慣を提案。会社名の「レイジースーザン＝LAZY　SUSAN」は、英語で“回転トレイ”を意味し、「店内をぐるっと一周すると、欲しいモノが見つかる」という想いがネーミングに込められている。現在は、「レイジースーザン」「インタッチ」の2ブランドを店舗展開。2010年に新企業理念「LAZY SUSAN WAY」を制定し、「想うことから　すべてが始まる」というスローガンを掲げ、「贈ることの楽しさ、嬉しさ」を顧客と共に創造し、成長し続けることを理念としている。グループ企業の主な事業として、ウェディング事業、ビューティ事業、レストラン事業、外商事業、海外ブランド開発事業、旅行業などを展開。

## 展開ショップブランド
- レイジースーザン（LAZY SUSAN）

- インタッチ（in Touch）

## グループ会社
〈国内〉
- グリーンスタンプ株式会社（ポイントサービス事業）

- ロータス株式会社（販売促進サポート事業、J-Point システム販売）

- グリーンアウトソーシング株式会社（オリジナルポイント券の発行・販売及び回収）

- 株式会社国際旅行社（国内・海外旅行の企画* 販売）

- 株式会社エルエスモード（ヘアサロン展開）

〈海外〉
- GREEN STAMP AMERICA,INC （本社：ニューヨーク）

- GRECA INTERNATIONAL CORPORATION （本社：ニューヨーク）

- L.S.COLLECTION HONG KONG LIMITED （本社：香港）

## 沿革
1981年 - グリーンスタンプ株式会社　レイジースーザン事業部として日本初のパーティグッズ＆ギフト専門店 「LAZY SUSAN」 を青山にオープン
1986年 - 「LAZY SUSAN」 をニューヨークにオープン、海外進出を開始
1990年 - 「THE L・S　COLLECTION」 を香港にオープン
2001年 - 新業態 ブランドショップ 「インタッチ」 １号店を渋谷セルリアンタワーにオープン
2002年 - グリーンスタンプ株式会社より分社化し、株式会社レイジースーザンを設立
2010年 - フランスのパティスリーブランド「フレデリック・カッセル」の輸入販売を開始。ハイアットリージェンシー京都に日本初出店
2011年 – バッグ、ファッショングッズのオリジナルブランド「エルエスシーン」スタート
2011年 - 株式会社ディアマンと業務提携「レイジースーザンウェディングジュエリー by QDM」の取り扱いを開始
2012年 - 新業態 ブランドショップ 「ラブアットファーストサイト」 を六本木ヒルズにオープン
2013年 - 新業態 カフェ 「トリーツ・アンド・カンパニー」を伊勢丹新宿店にオープン
2013年 - 新業態 ブランドショップ 「スーザンスーザンbyレイジースーザン」をイオンモール幕張新都心にオープン
※現在閉鎖の店舗を含む